# ديفيد جي. ووكر
ديفيد جي. ووكر (بالإنجليزية: David G. Walker)‏ هو عازف بيانو ومغني وملحن بريطاني، ولد في 24 ديسمبر 1946.